# Wicres
Wicres est une commune française située dans le département du Nord (59), en région Hauts-de-France. Il fait partie de la Métropole européenne de Lille.
Ses habitants sont appelés les Wicrois.

## Géographie

### Situation
Au nord-est de la commune de La Bassée, sur le ruisseau d'Oresmieux.
D'une superficie de moins de 3 km2, Wicres est la plus petite commune de la Communauté urbaine de Lille. Restée rurale, elle accueille pour l'essentiel des activités de maraichage.

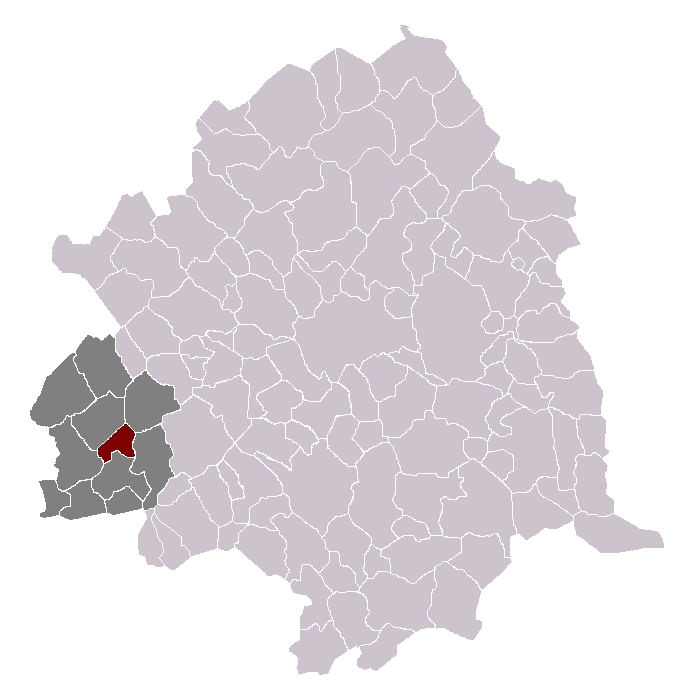
Wicres dans son canton et son arrondissement.

Situé dans le pays de Weppes à une altitude moyenne de 33 m, le village est traversé par la Libaude en bordure de la route nationale 41. Mais le cours d'eau est parfois à sec et ne contient pratiquement plus aucune faune.

### Communes limitrophes
|        | Herlies     | Fournes-en-Weppes  |
| Illies | Wicres      | Sainghin-en-Weppes |
|        | Marquillies |                    |

### Hydrographie

#### Réseau hydrographique
La commune est située dans le bassin Artois-Picardie. Elle est drainée par la Libaude et un autre petit cours d'eau,.
La Libaude, d'une longueur de 10 km, prend sa source au sud de la commune de Fournes-en-Weppes coule globalement du nord-est vers le sud-ouest et se jette  dans le Courant Saint-Martin et le Flot de Wingles au sud de la commune de Marquillies, après avoir traversé six communes. 

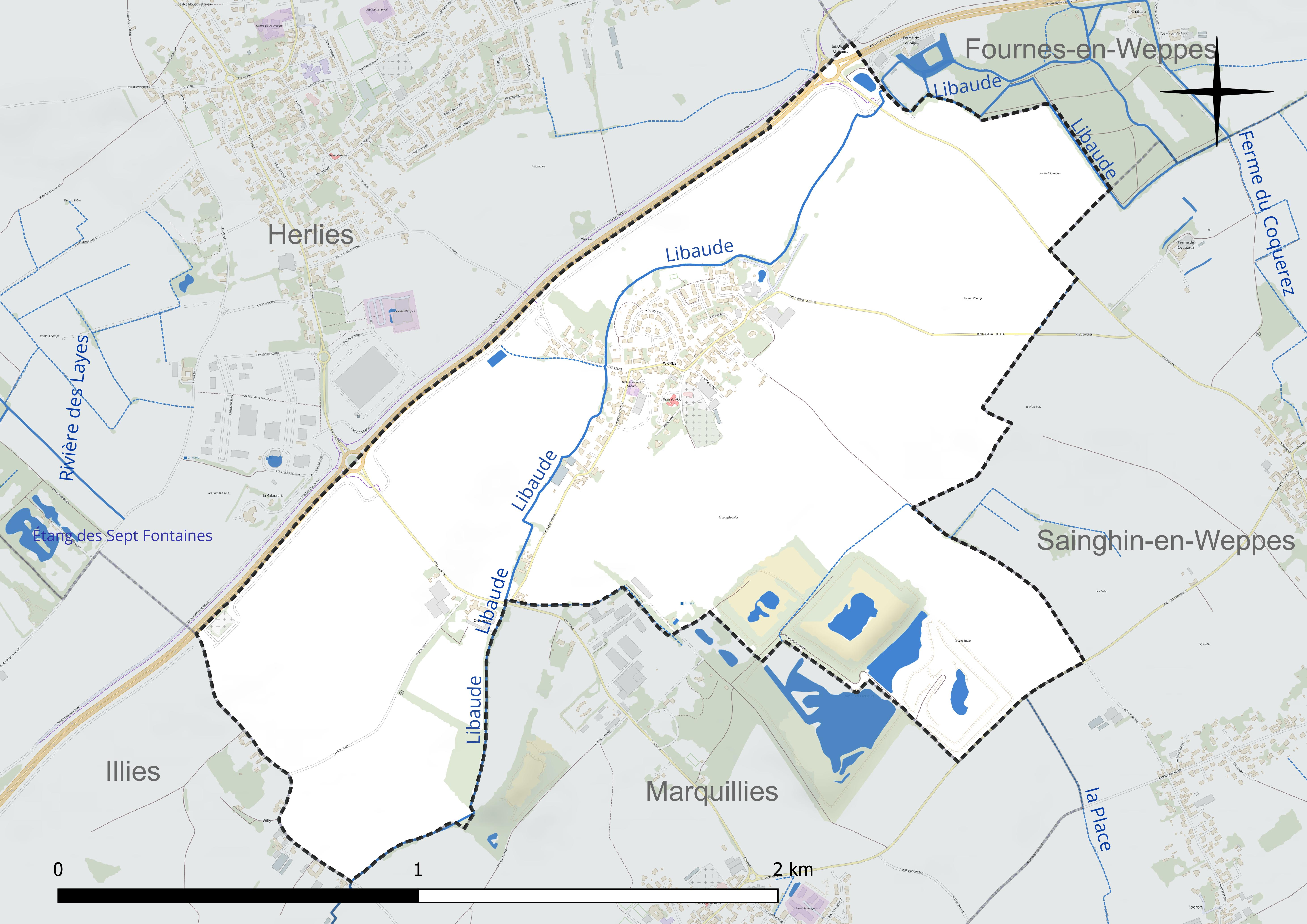
Réseau hydrographique de Wicres.

#### Gestion et qualité des eaux
Le territoire communal est couvert par le schéma d'aménagement et de gestion des eaux (SAGE) « Marque Deûle ». Ce document de planification concerne un territoire de 1 120 km2 de superficie, délimité par les bassins versants de la Marque et de la Deûle, formant une vaste cuvette sédimentaire de 40 km de long et de 25 km de large, où la pente est très faible. Le périmètre a été arrêté le 2 décembre 2005 et le SAGE proprement dit a été approuvé le 9 mars 2020. La structure porteuse de l'élaboration et de la mise en œuvre est la Métropole européenne de Lille. 
La qualité des cours d'eau peut être consultée sur un site dédié géré par les agences de l'eau et l'Agence française pour la biodiversité. 

### Climat
Pour des articles plus généraux, voir Climat des Hauts-de-France et Climat du Nord.
En 2010, le climat de la commune est de type climat océanique dégradé des plaines du Centre et du Nord, selon une étude du CNRS s'appuyant sur une série de données couvrant la période 1971-2000. En 2020, Météo-France publie une typologie des climats de la France métropolitaine dans laquelle la commune est exposée à un climat océanique et est dans la région climatique  Nord-est du bassin Parisien, caractérisée par un ensoleillement médiocre, une pluviométrie moyenne régulièrement répartie au cours de l'année et un hiver froid (3 °C). 
Pour la période 1971-2000, la température annuelle moyenne est de 10,5 °C, avec une amplitude thermique annuelle de 14,1 °C. Le cumul annuel moyen de précipitations est de 705 mm, avec 11,5 jours de précipitations en janvier et 9,2 jours en juillet. Pour la période 1991-2020, la température moyenne annuelle observée sur la station météorologique la plus proche, située sur la commune de Lesquin à 17 km à vol d'oiseau, est de 11,3 °C et le cumul annuel moyen de précipitations est de 740,0 mm,. Pour l'avenir, les paramètres climatiques de la commune estimés pour 2050 selon différents scénarios d'émission de gaz à effet de serre sont consultables sur un site dédié publié par Météo-France en novembre 2022.

## Urbanisme

### Typologie
Au 1er janvier 2024, Wicres est catégorisée ceinture urbaine, selon la nouvelle grille communale de densité à sept niveaux définie par l'Insee en 2022.
Elle appartient à l'unité urbaine de Marquillies, une agglomération intra-départementale regroupant trois  communes, dont elle est une commune de la banlieue,,. Par ailleurs la commune fait partie de l'aire d'attraction de Lille (partie française), dont elle est une commune de la couronne,. Cette aire, qui regroupe 201 communes, est catégorisée dans les aires de 700 000 habitants ou plus (hors Paris),.

### Occupation des sols
L'occupation des sols de la commune, telle qu'elle ressort de la base de données européenne d'occupation biophysique des sols Corine Land Cover (CLC), est marquée par l'importance des territoires agricoles (90,9 % en 2018), une proportion identique à celle de 1990 (90,9 %). La répartition détaillée en 2018 est la suivante : 
terres arables (78,5 %), zones agricoles hétérogènes (12,4 %), zones industrielles ou commerciales et réseaux de communication (8,7 %), forêts (0,3 %). L'évolution de l'occupation des sols de la commune et de ses infrastructures peut être observée sur les différentes représentations cartographiques du territoire : la carte de Cassini (XVIIIe siècle), la carte d'état-major (1820-1866) et les cartes ou photos aériennes de l'IGN pour la période actuelle (1950 à aujourd'hui).

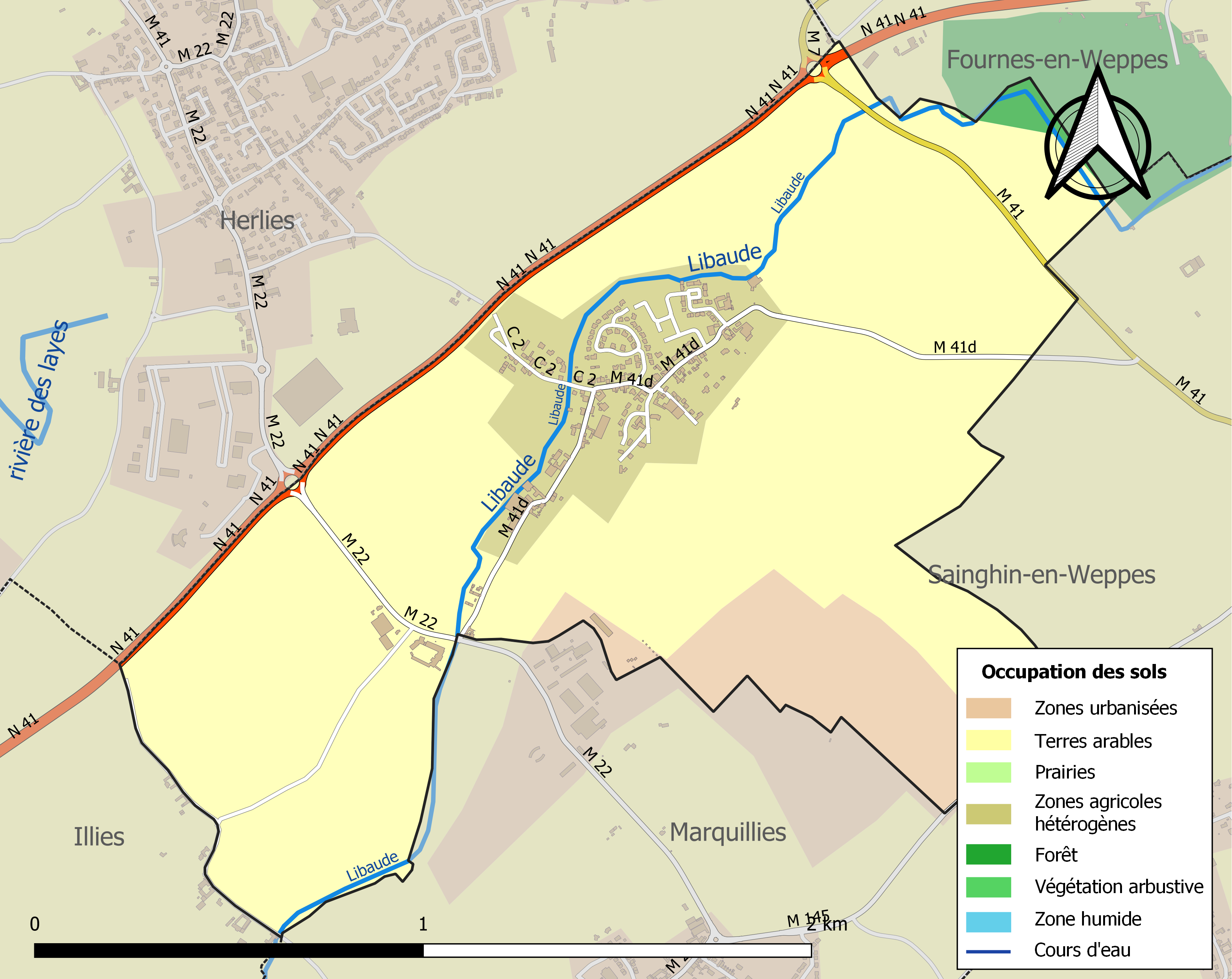
Carte des infrastructures et de l'occupation des sols de la commune en 2018 (CLC).

### Voies de communication et transports
La commune est desservie, en 2023, par les lignes 61, 928, 930, 932 et par les lignes de transport à la demande 22R, 25R et 61R du réseau Ilévia.

## Toponymie
Le nom de la localité est attesté sous les formes Wicre en 1115 (titre de Saint-Amé, Miraeus) et 1131 ; VUicres en 1174 (lire Wicres).
Maurits Gysseling ne se prononce pas sur l'étymologie de Wicres, par contre Charles Rostaing suggère la fixation du nom de personne germanique Wig-hari (Wighari) qu'Ernest Nègre cite sous la forme évoluée Wicher, suivie d'un suffixe -as.
Wijker en flamand.

## Histoire
Le village est cité pour la première fois en 1207 dans les cartulaires de l'abbaye de Loos. Il appartient alors aux seigneurs de Wavrin. Durement affecté par les conflits des XVe et XVIe siècles, il a été dévasté lors de la Première Guerre mondiale.
À Wicres, se trouvait une fontaine à laquelle se rattachaient des croyances populaires.
On trouve[Qui ?], en 1225, un Gérard de Wicres, pair de Wavrin, qui n'ayant pas de juges pour passer à loi une vente de dîme, emprunte ceux de la dame de Wavrin. Chrétien de Wicres figure parmi les hommes du comte de Flandre, en 1280 et en 1286.
À la fin du XVIe siècle, cette seigneurie appartenait à Claude d'Oignies, chevalier, seigneur de Coupigny, Wicres, Beaucamps, Rouvroy, etc., qui la transmit à ses descendants.
En 1915, le caporal Adolf Hitler fut logé à Wicres.

## Politique et administration

### Liste des maires
Maire en 1802-1803 : J. B. Brasme.
Maire en 1807 : Chombart.
Maire en 1881 : Brasme.

Maire en 1931 : Théo Brasme, membre du conseil d'arrondissement.
| Période                                  | Période   | Identité            | Étiquette | Qualité |
| ---------------------------------------- | --------- | ------------------- | --------- | ------- |
| Les données manquantes sont à compléter. |           |                     |           |         |
| mars 2001                                | mars 2008 | Théodore Brasme     |           |         |
| mars 2008                                | 2020      | Marie-Joseph Bonnel |           |         |
| mars 2020                                | En cours  | Philippe Lacaze     |           |         |

### Instances judiciaires et administratives
La commune relève du tribunal d'instance de Lille, du tribunal de grande instance de Lille, de la cour d'appel de Douai, du tribunal pour enfants de Lille, du tribunal de commerce de Tourcoing, du tribunal administratif de Lille et de la cour administrative d'appel de Douai.

## Population et société

### Démographie

#### Évolution démographique
L'évolution du nombre d'habitants est connue à travers les recensements de la population effectués dans la commune depuis 1793. Pour les communes de moins de 10 000 habitants, une enquête de recensement portant sur toute la population est réalisée tous les cinq ans, les populations de référence des années intermédiaires étant quant à elles estimées par interpolation ou extrapolation. Pour la commune, le premier recensement exhaustif entrant dans le cadre du nouveau dispositif a été réalisé en 2008.

En 2022, la commune comptait 562 habitants, en évolution de +18,32 % par rapport à 2016 (Nord : +0,51 %, France hors Mayotte : +2,11 %).
| 1793 | 1800 | 1806 | 1821 | 1831 | 1836 | 1841 | 1846 | 1851 |
| ---- | ---- | ---- | ---- | ---- | ---- | ---- | ---- | ---- |
| 203  | 208  | 210  | 206  | 252  | 249  | 256  | 258  | 248  |

| 1856 | 1861 | 1866 | 1872 | 1876 | 1881 | 1886 | 1891 | 1896 |
| ---- | ---- | ---- | ---- | ---- | ---- | ---- | ---- | ---- |
| 220  | 243  | 253  | 254  | 267  | 250  | 255  | 265  | 260  |

| 1901 | 1906 | 1911 | 1921 | 1926 | 1931 | 1936 | 1946 | 1954 |
| ---- | ---- | ---- | ---- | ---- | ---- | ---- | ---- | ---- |
| 243  | 247  | 271  | 302  | 301  | 322  | 306  | 312  | 318  |

| 1962 | 1968 | 1975 | 1982 | 1990 | 1999 | 2006 | 2008 | 2013 |
| ---- | ---- | ---- | ---- | ---- | ---- | ---- | ---- | ---- |
| 325  | 303  | 284  | 296  | 326  | 306  | 312  | 314  | 424  |

| 2018 | 2022 | - | - | - | - | - | - | - |
| ---- | ---- | - | - | - | - | - | - | - |
| 522  | 562  | - | - | - | - | - | - | - |

#### Pyramide des âges
La population de la commune est relativement jeune.
En 2018, le taux de personnes d'un âge inférieur à 30 ans s'élève à 42,7 %, soit au-dessus de la moyenne départementale (39,5 %). À l'inverse, le taux de personnes d'âge supérieur à 60 ans est de 15,2 % la même année, alors qu'il est de 22,5 % au niveau départemental.
En 2018, la commune comptait 251 hommes pour 271 femmes, soit un taux de 51,92 % de femmes, légèrement supérieur au taux départemental (51,77 %).
Les pyramides des âges de la commune et du département s'établissent comme suit.
| Hommes | Classe d’âge | Femmes |
| ------ | ------------ | ------ |
| 0,0    | 90 ou +      | 0,7    |
| 4,8    | 75-89 ans    | 5,2    |
| 10,0   | 60-74 ans    | 9,6    |
| 17,1   | 45-59 ans    | 17,0   |
| 26,3   | 30-44 ans    | 24,0   |
| 12,4   | 15-29 ans    | 18,5   |
| 29,5   | 0-14 ans     | 25,1   |

| Hommes | Classe d’âge | Femmes |
| ------ | ------------ | ------ |
| 0,5    | 90 ou +      | 1,4    |
| 5,3    | 75-89 ans    | 8,1    |
| 14,8   | 60-74 ans    | 16,2   |
| 19,1   | 45-59 ans    | 18,4   |
| 19,5   | 30-44 ans    | 18,7   |
| 20,7   | 15-29 ans    | 19,1   |
| 20,2   | 0-14 ans     | 18     |

### Cultes
La commune de Wicres est intégrée à la paroisse catholique Saint-Paul en Weppes dont font également partie Aubers, Herlies (lieu du presbytère), Illies et Marquillies. L'abbé Frédéric Lefèvre en est son curé. La paroisse se trouve sur le doyenné Haubourdin-Weppes, qui fait lui-même partie du Diocèse de Lille.

## Culture locale et patrimoine

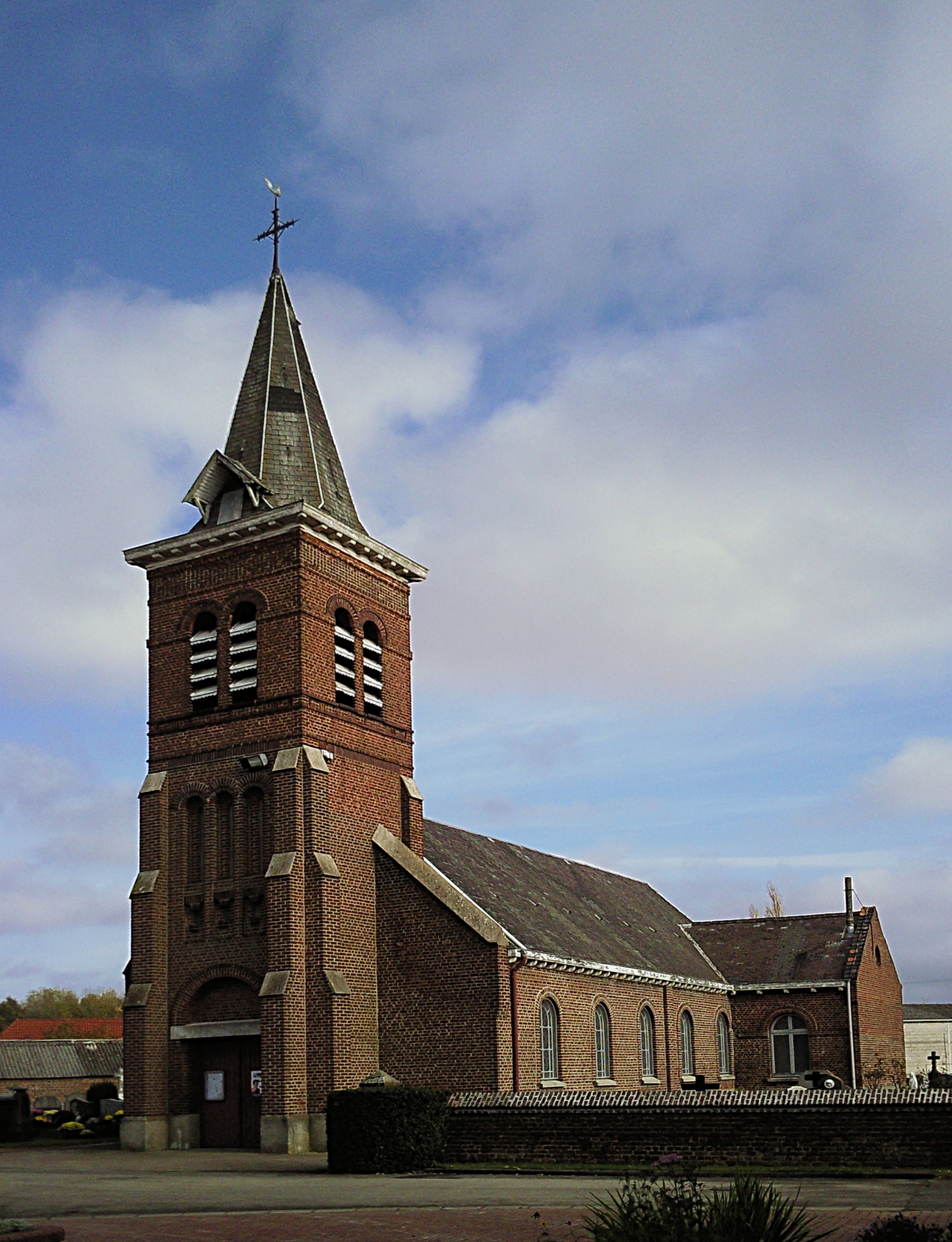
L'église Saint-Vaast.

### Lieux et monuments
- L'église Saint-Vaast, d'origine médiévale, agrandie en 1895, partiellement détruite lors de la Première Guerre mondiale, restaurée au début des années 1920. Elle renferme notamment une cuve baptismale du XIIe siècle.
- Les deux cimetières militaires allemands de la Première Guerre mondiale.

### Personnalités liées à la commune
- Louis Dubois, fondateur du village de New Paltz dans l'état de New York[35].
- Pierre Billiou (en) (1632-1708), colonisateur de Staten Island.

### Héraldique
| Blason de Wicres | Blason  | De sinople à la fasce d'hermine.                                                                             |
| Blason de Wicres | Détails | Les armes sont identiques à celles de Gruson et de Estrées. Le statut officiel du blason reste à déterminer. |